# Christian Schmidt
Ej att förväxla med den danske konstnären Christian Schmidt-Rasmussen.

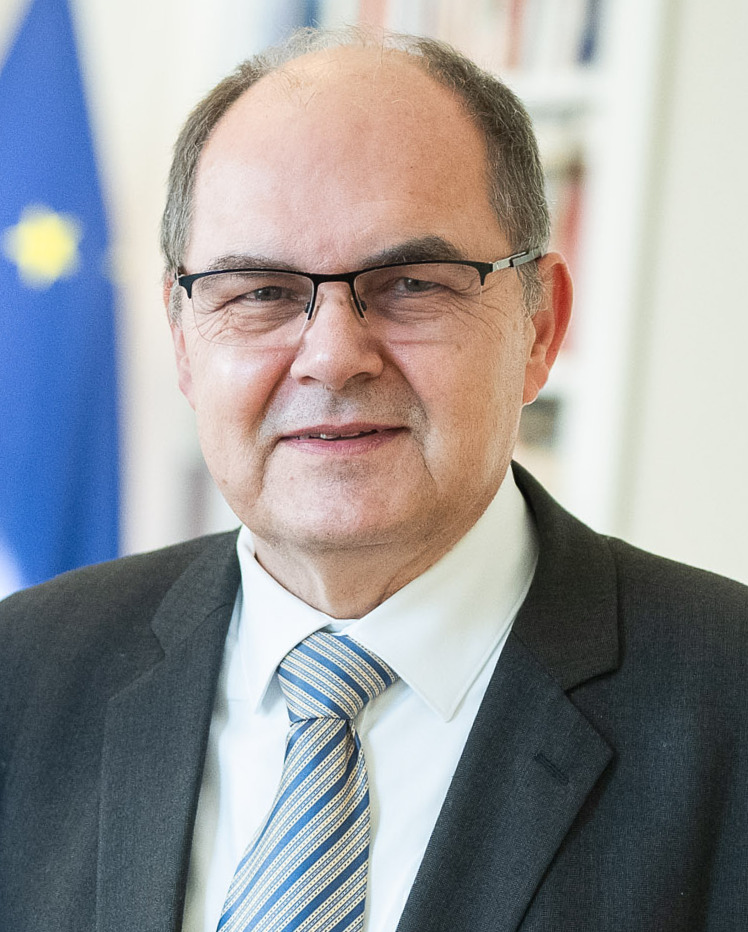
Christian Schmidt (2024)

Hans Christian Friedrich Schmidt, född 26 augusti 1957 i Obernzenn i Landkreis Neustadt an der Aisch-Bad Windsheim, är en tysk advokat och politiker (CSU) som sedan den 1 augusti 2021 är hög representant i Bosnien och Hercegovina. Från 2005 till 2013 var han statssekreterare i försvarsministeriet och efter förbundsdagsvalet 2013 fram till att han utnämndes till minister var han statssekreterare i ministeriet för ekonomiskt samarbete och utveckling. Från 2014 till 2018 var han Tysklands livsmedels- och jordbruksminister.